# Vincenzo Magistà
Vincenzo Magistà, detto Enzo (Conversano, 13 febbraio 1953), è un giornalista e conduttore televisivo italiano, dalla fine degli anni settanta direttore dei telegiornali di Telenorba.
Il 17 marzo 2025 annunciò la sua intenzione a correre da governatore in Puglia con il centro-destra.

## Biografia
Giornalista professionista dal 1976, ha iniziato l'attività come addetto stampa della Regione Puglia, per passare poi al quotidiano Corriere del Giorno di Taranto.
Oltre all'attività giornalistica, nel 2006 Magistà ha tenuto lezioni teoriche e laboratori di tecniche del videogiornalismo per il master biennale in giornalismo organizzato dall'Università degli Studi di Bari e dall'Ordine dei Giornalisti della Puglia. Collabora anche ai corsi di giornalismo in alcune scuole superiori.

## Attività professionale
Nel 1976 ha fondato insieme all'ingegner Luca Montrone l'emittente Telenorba. È diventato presidente della cooperativa "Comunicazione ed immagine" che realizzava i servizi giornalistici del gruppo televisivo (comprendente anche l'emittente Teledue dello stesso gruppo editoriale). Negli stessi anni si è cimentato come telecronista sportivo.
A settembre 1985, dopo un breve stage presso la CNN, ha introdotto due novità nell'informazione televisiva italiana, avviando la prima edizione del telegiornale del mattino, nella fascia oraria tra le 7 e le 9, e sperimentando la doppia conduzione dei notiziari.
A febbraio 1987 ha assunto la direzione del settimanale di annunci Business e del magazine a colori Tribuna del Sud, che - nonostante la buona diffusione in Puglia - hanno cessato le pubblicazioni.
A mano a mano è diventato il volto più noto e familiare dell'emittente. A maggio 2005, grazie al successo dei notiziari televisivi di Telenorba e Teledue (nel frattempo ribattezzate Telenorba 7 e Telenorba 8) che nelle regioni di riferimento superano in fascia mattutina i telegiornali di Rai e Mediaset, è stato definito "l'uomo dell'informazione al Sud" dalla rivista Millecanali.
Dal 2009, in parallelo all'edizione centrale del Tg Norba, diffonde nelle province di Lecce, Brindisi e Taranto un'edizione a carattere più locale detta "TgNorba GrandeSalento". Dal 2007 conduce la trasmissione di approfondimento giornalistico Il Graffio.
Dirige oggi la rete all-news TG Norba 24 e i giornali radio di Radionorba coordinando circa cinquanta giornalisti, dislocati fra la redazione centrale di Conversano e quelle periferiche di Bari, Barletta, Brindisi, Lecce, Taranto, Potenza, Campobasso e Roma.

## Attività politica
Alle elezioni politiche del 24 e 25 febbraio 2013 si è candidato alla carica di deputato con il Popolo della Libertà, non risultando eletto.

## Controversie
Nel corso di una puntata de Il Graffio, dedicata all'omicidio di Meredith Kercher, uccisa a Perugia nel 2007, per mostrare la leggerezza investigativa della polizia scientifica Magistà mise in onda delle immagini particolarmente forti, sconsigliandone la visione ad un pubblico non adulto. Nonostante gli avvisi sulla crudezza delle immagini, l'Ordine dei giornalisti lo ha sospeso per sei mesi dall'esercizio della professione giornalistica.
Nel 2008 insieme all'editore Luca Montrone, si è fatto promotore di una campagna di sensibilizzazione verso gli imprenditori meridionali perché uniscano le loro risorse in difesa dell'economia del Mezzogiorno e "contro la Confindustria del Nord".